# Pigghajar
Pigghajar (Squalidae) är en familj av hajar som ingår i ordningen pigghajartade hajar. Enligt Catalogue of Life omfattar familjen Squalidae 29 arter.
Det vetenskapliga namnet är bildat av det latinska ordet squaleo eller squalidus som betyder "med grov hud".
Släkten enligt Catalogue of Life och Dyntaxa:
- Cirrhigaleus
- Squalus

## Egenskaper
Pigghajar kännetecknas av två taggförsedda ryggfenor. Taggarna, som är förstorade hudtänder, har giftkörtlar och fungerar som försvarsvapen. Analfena saknas. Köttet smakar bra och har under vissa tider saluförts, utan huvud och stjärt, som nordsjöål.

## Utbredning och ekologi
Några pigghajar vandrar under sitt liv genom stora havsområden och de når olika oceaner. Andra arter stannar i en begränsad region. Familjens medlemmar når ibland ett djup av 1500 meter.
Hos pigghajar är generationstiden lång vilket gör beståndet känsligt när flera exemplar dödas under kort tid.